# Bomba AN-52
El AN-52 era una bomba atómica francesa táctica para bombarderos.

## Historia
La bomba se probó el 28 de agosto de 1972, y entró en servicio en octubre de ese año. Se fabricaron entre 80 y 100 bombas.
EL AN-52 tenía 4,2 m de largo y pesaba 455 kg. Podía llevar su CTC carga táctica común (ojiva nuclear) en un misil Plutón, con dos opciones de rendimiento: la baja versión con 6 a 8 kt y la alta con 25 kt. Lo podían transportar los Dassault Mirage IIIE, SEPECAT Jaguar A, y Dassault Super Étendard. 
Fue retirado en 1992 en favor del misil aire-tierra ASMP.

## Datos
- Nombre: AN-52
- Origen: Francia
- Tipo: Bomba atómica
- En servicio: 1972-1992
- N.º: 80 a 100

Especificaciones
- Peso: 455 kg
- Longitud: 4,2 m
- Rendimiento: bajo: 6-8 kt; alto: 25 kt